# Mesochorus incae
Mesochorus incae là một loài tò vò trong họ Ichneumonidae.